# Accidente del Lockheed C-130 Hercules de la Fuerza Aérea del Ejército Nacional de Indonesia de 2015
El accidente del Lockheed C-130 Hercules de la Fuerza Áerea del Ejército Nacional de Indonesia fue un accidente aéreo ocurrido el 30 de junio de 2015, cuando una aeronave de la Fuerza Área indonesia se estrelló poco después de despegar de Medan, en un barrio residencial causando la muerte de 22 personas en tierra, 12 personas de la tripulación y 109 pasajeros a bordo.
Al momento del accidente, la aeronave transportaba personal militar y sus familias, además de algunos civiles, práctica que violenta los controles gubernamentales pero que es usualmente tolerada. La aeronave debía pasar la noche en el Aeropuerto de Pontianak Supadio tras hacer escala en Tanjung Pinang, luego de recargar combustible en Medan.
Poco después del accidente, el Jefe de Personal de la Fuerza aérea indonesia ordenó que todos los Hércules C-130 aterrizaran en el Aeropuerto Abdul Rachman Saleh para una inspección.

## Incidente
El Hércules partió a las 12:08 p. m. (05:08 GMT) de la base de la Fuerza Aérea en Soewondodespués de recargar combustible y embarcar algunos pasajeros. Dos minutos más tarde, el avión se estrelló cerca de la carretera Djamin Ginting en Medan. El sitio del accidente fue a aproximadamente 5 kilómetros (3,1 mi) (3.1 mi) de la base. Según Agus Supriana, Jefe indonesio del personal de la Fuerza Aérea, antes de chocar el piloto había pedido permiso para regresar a la base.
Según testigos presenciales y medios de comunicación indonesios, inmediatamente después de que el piloto indicara a la torre que la aeronave regresaría a la base, el avión de repente dobló hacia la derecha. Un testigo presencial dijo que después de que la aeronave giró, chocó contra una antena de radio, "rugió muy fuertemente", y "explotó en el cielo". Según más testigos presenciales, después de que la aeronave cayó en picada, alrededor de cinco explosiones pudieron ser oídas a un kilómetro (0.62 mi). El avión se invirtió, la nariz golpeó un hotel y el resto del avión impactó tres edificios, uno de ellos un salón de masajes repleto de gente, en un ángulo casi perpendicular. Tras el impacto, el avión explotó y de acuerdo con los testigos parecía "una escena del infierno", con cuerpos que eran expulsados hacia la calle.

## Pasajeros y tripulación
La aeronave transportaba personal militar y sus familias para rotaciones de deber. Entre los pasajeros estaban incluidos aquellos que abordaron en Malang, Yakarta y Pekanbaru. La aeronave tenía planificado continuar a Tanjung Pinang, Natuna, y Pontianak antes de regresar a Malang. Tales vuelos son comunes en Indonesia, y es común para las familias ser transportadas juntas en aeronaves militares.
Había 101 pasajeros y 12 miembros de tripulación a bordo. Al menos 7 personas en tierra han sido informadas desaparecidos y temidas muertos.
El hijo del expresidente indonesio, Susilo Bambang Yudhoyono, un agente de ejército joven, afirmó que el capitán de la aeronave, Sandy Permana, era muy experimentado y "uno de los pilotos mejores en la Fuerza aérea indonesia".
La identificación de las víctimas empezó el 1 de julio de 2015. La Agencia de Búsqueda y Rescate Nacional (BASARNAS) declaró que alrededor de 100 cuerpos fueron encontrados en el sitio de accidente, junto con 60 partes desprendidas de los cuerpo. Los cadáveres fueron transportados al Hospital Adam Malik en Medan para identificación. Para el 4 de julio, al menos 119 cuerpos habían sido identificados y regresados a sus familias.

## Sitio de accidente
El accidente tuvo lugar en un barrio residencial en Medan, la tercera ciudad más grande de Indonesia. La aeronave partió de la Base Aérea Soewondo, anteriormente conocida como el Aeropuerto Polonia. Polonia era el aeropuerto comercial más importante de la ciudad hasta que este fue reemplazado por el Aeropuerto Internacional Kualanamu en 2013, especialmente por preocupaciones surgidas sobre la proximidad a los cascos urbanos (2 km del centro de ciudad).
Momentos después del accidente, los espectadores empezaron a buscar supervivientes a través de los restos en llamas. Los miles de residentes locales intentaron acercarse el sitio. Soldados con mangueras se hicieron presentes en el lugar para apagar las llamas. Al menos cuatro personas sobrevivieron el impacto inicial y fueron remitidos más tarde al hospital más cercano debido a la seriedad de sus quemaduras. Estos sobrevivientes fueron más tarde confirmados como sobrevivientes en tierra, no del avión. Las 121 personas a bordo resultaron muertas en el accidente.

## Investigación
Debido a que la aeronave no tenía cajas negras, el Comité Nacional de la Seguridad en el Transporte de Indonesia recolectó los restos del aparato, además de la historia de cada uno de los pilotos para la investigación. El 1 de julio de 2015, toda la munición y dos motores de la aeronave fueron exitosamente sacados del sitio de accidente como parte de la investigación.
Las Fuerzas Armadas de Indoneisa (TNI) han dicho que pagarían las reclamaciones de seguro, cuyo total asciende a los Rp 2.25 trillones (aproximadamente $170 millones). El informe preliminar de la investigación no será hecho público.
La aeronave era uno de diez C-130 dados a Indonesia por los Estados Unidos, en intercambio por un piloto de la CIA capturado. La aeronave había adolecido una escasez de partes después del embargo estadounidense contra Indonesia durante la crisis de Timor Oriental de 1999. En vista de la edad de la aeronave, el accidente ha desencadenado una protesta pública cuando a la edad de la flota de aeronaves de la Fuerza Área, aun así, los oficiales indonesios niegan que la edad de la aeronave fuera un factor en el accidente, ya que insisten que la aeronave estaba en "condición buena".
El 3 de julio de 2015, se informó que una de las hélices de la aeronave en el motor número cuatro, había funcionado mal antes de impactar la torre, lo que indica un fallo mecánica. Los cuatro motores de la aeronave han sido recuperados del sitio de accidente como parte de la investigación. El Ministro indonesio de Defensa, Ryamizard Ryacudu, también participado en la investigación.

Más testigos (aproximadamente el 90 %) declaró que la aeronave golpeó una torre antes de chocar. La torre fue erguida de manera ilegal según el oficial indonesio. Cuando los resultados de la investigación fueron publicado, el Consejo Representativo de las Personas en Indonesia aconsejó que todas las torres ilegales fueran eliminadas de todo el país, ya que además de lucir mal estéticamente eran peligrosas para la seguridad.